# Cerastium bialynickii
Cerastium bialynickii là loài thực vật có hoa thuộc họ Cẩm chướng. Loài này được Tolm. mô tả khoa học đầu tiên năm 1927.